# Love American Style
«Love American Style» («Amor al estilo americano», en español) es el quinto episodio de la serie de televisión estadounidense Dexter, el cual fue estrenado el 29 de octubre de 2006 en Showtime en los Estados Unidos. El episodio fue escrito por Melissa Rosenberg y fue dirigido por Robert Lieberman. En el episodio, Dexter Morgan (Michael C. Hall) acecha a Jorge Castillo (José Zúñiga), un traficante de personas y asesino. Su hermana, Debra Morgan (Jennifer Carpenter), intenta obtener información de un guardia de seguridad cuyos miembros fueron amputados por el "Ice Truck Killer".
Este episodio fue el primero escrito por Rosenberg. La filmación tuvo lugar en varias locaciones en y alrededor de Miami y Los Ángeles. Las escenas filmadas en Florida fueron rodadas en julio de 2006 y las de California con posterioridad. «Love American Style» recibió críticas positivas en general y fue visto por 6,7 millones de personas cuando fue emitido por CBS dieciocho meses después de su estreno en Showtime.

## Argumento
Dexter es llamado a una escena del crimen en un hospital abandonado, donde la noche anterior el Ice Truck Killer dejó al guardia de seguridad Tony Tucci (Brad William Henke) atado a una mesa, listo para ser asesinado por Dexter. En lugar de hacerlo, Dexter informa el crimen y Tucci es hospitalizado, pues el asesino había amputado su mano y pierna. Debra y el sargento James Doakes (Erik King) interrogan a Tucci, cuando este despierta en el hospital. Doakes no se impresiona por los métodos de Debra para obtener información de Tucci y desaprueba su sugerencia de vendarle los ojos a Tucci para ayudarle a recordar su encuentro con el asesino. Después de que Debra lo confronta sobre su actitud hacia ella, Doakes accede a vendarle los ojos a Tucci, quien logra recordar que el asesino utiliza pastillas para la garganta. Debra y Doakes regresan a la escena del crimen y encuentra un envoltorio de pastilla, del cual el experto forense Vince Masuka (C.S. Lee) extrae una huella dactilar parcial.
La novia de Dexter, Rita Bennett (Julie Benz), consuela a su preocupada colega, Yelina (Monique Curnen), y se entera de que el prometido de Yelina, que estaba inmigrando ilegalmente de Cuba con la ayuda de un coyote, está desaparecido. Rita pide a Dexter investigar el problema usando sus conexiones policiales y este encuentra una lista de individuos de un caso pasado. Investiga a Jorge Castillo (José Zúñiga), propietario de un deshuesadero, y después de que el prometido de Yelina aparece muerto en la playa, descubre que Castillo asesina a los inmigrantes que no pueden pagar por su libertad. Dexter lleva a Castillo a un remolque en el patio de su deshuesadero, pero mientras se prepara para matarlo, llega la esposa de Castillo, Valerie (Valerie Dillman). Dexter se da cuenta de que la pareja trabaja junta y decide matar a ambos. Tras matarlos, bota sus cuerpos en el océano y libera a sus prisioneros cubanos, sin percatarse que lo miraba una persona desde el maletero de un coche en el patio.
En flashbacks, un Dexter adolescente (Devon Graye) aprende de su padre Harry (James Remar) cómo fingir una relación romántica con una muchacha.

## Producción
«Love American Style» fue escrito por Melissa Rosenberg, siendo su primera participación en la serie y el primero escrito para un canal de pago. Con más de diez años de experiencia como guionista para canales comerciales libres —que cuentan típicamente con 22-26 episodios por temporada, en lugar de 12, y un cronograma mucho más ajustado—, Rosenberg terminó de escribir el guion un mes antes de la fecha límite. Declaró que tuvo tiempo para pensar en la narración, lo que nunca había podido hacer antes en un programa y le parecía genial.
La filmación tuvo lugar en Los Ángeles y en Miami. Las escenas rodadas en Miami fueron filmadas en julio de 2006, mientras que las de Los Ángeles fueron rodadas posteriormente. Las escenas en la playa donde Yelina habla con Rita y donde aparece el cuerpo de su prometido fueron filmadas en South Beach, en Fort Lauderdale, Florida, al norte de Miami. Una casa de playa en la isla Hibiscus en la bahía Biscayne, Florida, apareció como la casa de Castillo. El hospital abandonado donde Dexter y la policía encontraron a Tucci fue filmada en el antiguo Hospital Loma Vista en East Los Angeles; mientras que la casa donde Dexter pasó su infancia fue filmada en una zona residencial de Long Beach, California, donde también fue filmada la casa de Rita. Las escenas en el deshuesadero fueron rodadas en Sun Valley (California). El remolque Airstream en el cual Dexter cometió el doble asesinato fue llevado al deshuesadero para filmar los exteriores, pero fue llevado a un estudio aislado acústicamente para filmar las escenas al interior de él.

## Recepción

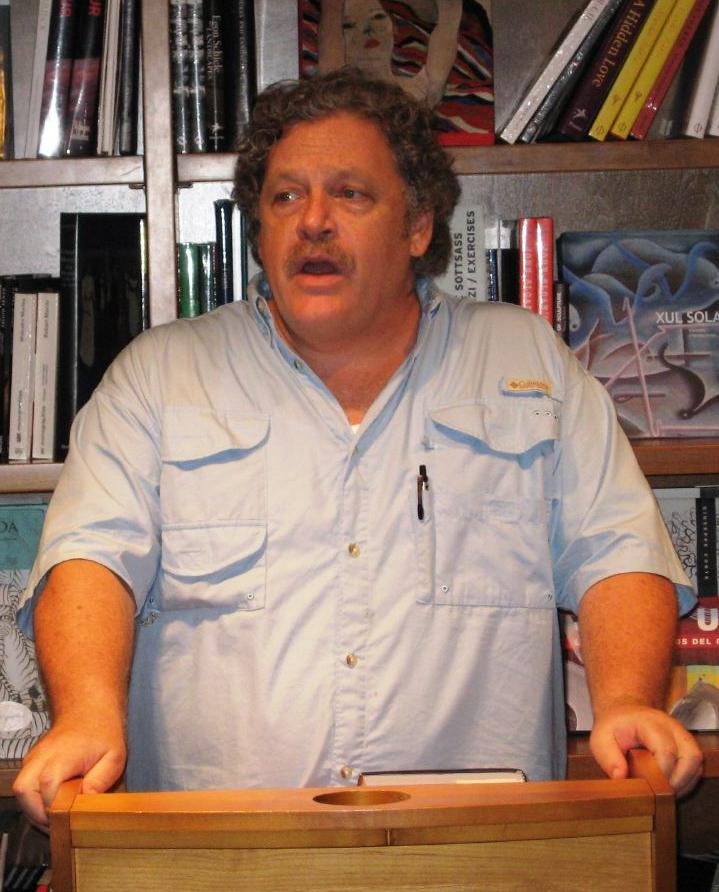
En un inicio, al autor Jeff Lindsay no le gustó el episodio.

«Love American Style» atrajo a 6,7 millones de televidentes cuando fue emitido en CBS en marzo de 2008, 18 meses después de su emisión original en Showtime.
Eric Goldman de IGN sintió que el malabarismo de historias múltiples del episodio fue «satisfactorio» y que la escena en la cual Dexter se prepara para matar a Castillo fue «excelente». Si bien elogió la trama de Debra y Doakes con Tucci, escribió que «fue un poco decepcionante ver a Debra vindicada muy rápido al final.» Paula Paige, de TV Guide, escribió que el episodio «pasará a la historia como el mejor [episodio] de Dexter hasta entonces». Se mostró satisfecha con el desarrollo del personaje de Debra y la fotografía «francamente elegante», pero consideró que las palabras finales de Jorge y Valiere hacia el otro fueron «demasiado para mí». Ray Ellis, de Blogcritics, opinó que el episodio «lleva a la serie a una dirección más tridimensional». El crítico Keith McDuffee de TV Squad alabó la creciente complejidad de la relación de Dexter con su padre, expuesta a través de flashbacks, y consideró que la voz en off de Dexter fue «lo mejor de este show».
En un inicio, Jeff Lindsay, autor de El oscuro pasajero, de donde se basa la serie, estaba disgustado por la trama del episodio. En una entrevista, sostuvo que estuvo a punto de estar descontento con el episodio, pero el giro al final (en referencia a la persona observando a Dexter desde el maletero de un automóvil) le pareció maravilloso.